# Derlly Vásquez Bernal
Derlly Vásquez Bernal (22 de noviembre de 1979) es un deportista peruano que compitió en judo. Ganó una medalla de bronce en el Campeonato Panamericano de Judo de 1999, en la categoría de –60 kg.

## Palmarés internacional
| Campeonato Panamericano | Campeonato Panamericano | Campeonato Panamericano | Campeonato Panamericano |
| Año                     | Lugar                   | Medalla                 | Categoría               |
| ----------------------- | ----------------------- | ----------------------- | ----------------------- |
| 1999                    | Montevideo (Uruguay)    | Medalla de bronce       | –60 kg                  |